# وليام كامبل (ممثل مواليد 1923)
وليام كامبل (بالإنجليزية: William Campbell)‏ مواليد 30 أكتوبر 1923 في نيوآرك، الولايات المتحدة - الوفاة 28 أبريل 2011 في كاليفورنيا، الولايات المتحدة، هو ممثل أمريكي بدأ مسيرته الفنية سنة 1950. من أعماله السامي والقوي. امتدت مسيرته الفنية لأكثر من 46 عاما.

## روابط خارجية
- وليام كامبل على موقع IMDb (الإنجليزية)
- وليام كامبل على موقع ألو سيني (الفرنسية)
- وليام كامبل على موقع أول موفي (الإنجليزية)
- وليام كامبل على موقع قاعدة بيانات برودواي على الإنترنت (الإنجليزية)
- وليام كامبل على موقع قاعدة بيانات الأفلام السويدية (السويدية)
- وليام كامبل على موقع إن إن دي بي (الإنجليزية)
- وليام كامبل على موقع قاعدة بيانات الفيلم (الإنجليزية)
- وليام كامبل على موقع كينوبويسك (الروسية)